# Herrschaft Bettmaringen
Die Herrschaft Bettmaringen mit Sitz in Bettmaringen, heute ein Stadtteil von Stühlingen im baden-württembergischen Landkreis Waldshut, gehörte über die Grafschaft Bonndorf der Abtei St. Blasien.
Im Rahmen der Säkularisation im Jahr 1802/03 kam die Herrschaft Bettmaringen unter die Landeshoheit von Württemberg. Gemäß Artikel 19 der Rheinbundakte vom 12. Juni 1806 trat das Königreich Württemberg im Gegenzug gegen badische Zugeständnisse an anderer Stelle unter anderem die Grafschaft Bonndorf mit der Herrschaft Bettmaringen an das Großherzogtum Baden ab.